# Xã West Roanoke, Quận Randolph, Arkansas
Xã West Roanoke (tiếng Anh: West Roanoke Township) là một xã thuộc quận Randolph, tiểu bang Arkansas, Hoa Kỳ. Năm 2010, dân số của xã này là 797 người.